# Jajce-Kaserne

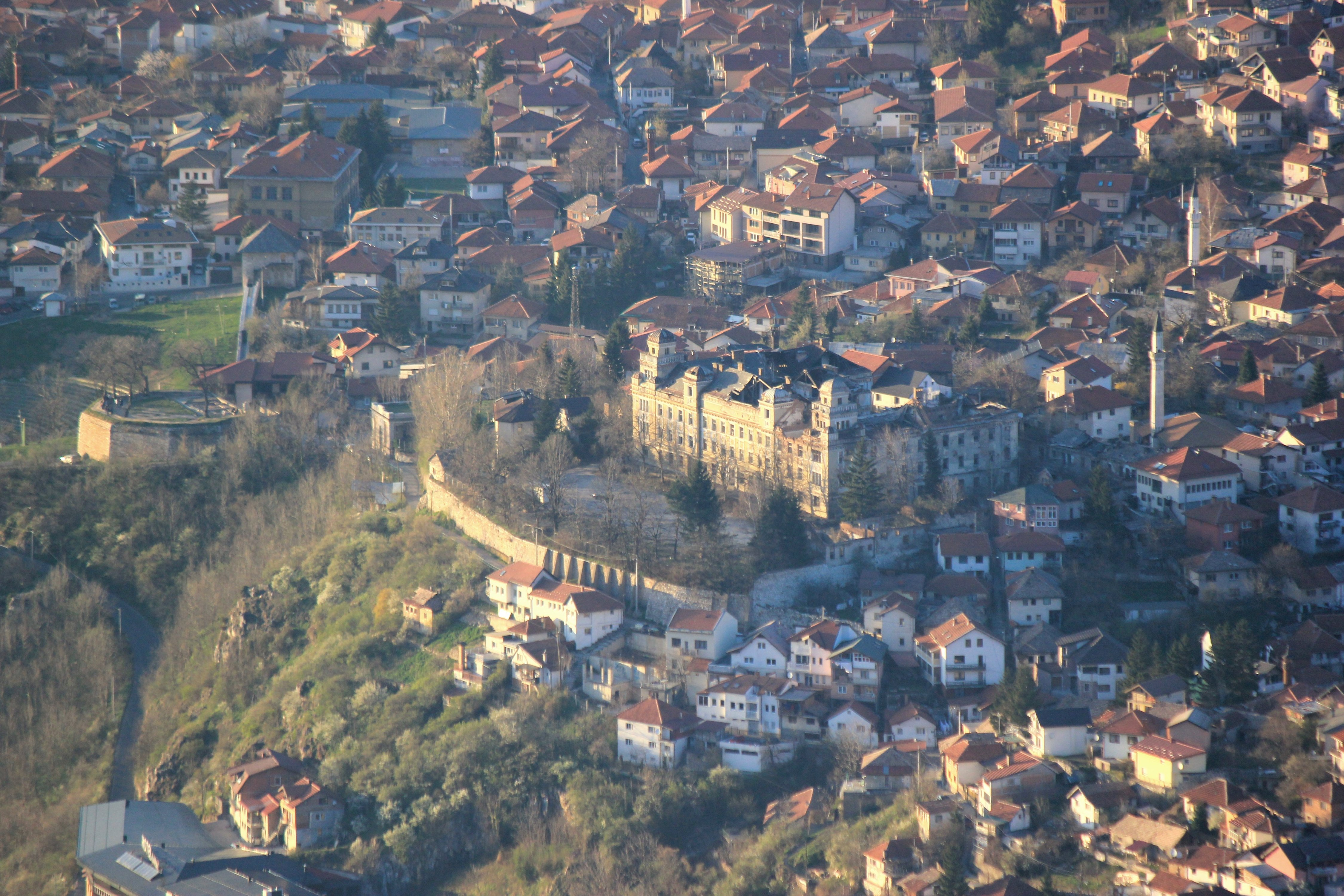
Blick vom Trebević auf Vratnik mit der Jajce-Kaserne

Die Jajce-Kaserne (bosnisch Jajce kasarna) befindet sich in der Altstadt von Vratnik in Sarajevo-Stari Grad.

## Lage und Umfeld
Die Anlage befindet sich in einer beherrschenden Stellung oberhalb von Sarajevo und ist von fast allen Punkten der Stadt aus sichtbar. Sie gilt als Dominante des östlichen Teils Sarajevos und steht nahe der Gelben Bastion (bosnisch Žuta tabija) an der Südostecke der Stadtmauer Vratniks. Zudem befindet sich die Weiße Moschee (bosnisch Bijela džamija), eine der ältesten Sarajevos, in direkter Nachbarschaft.

## Geschichte
Dieser Komplex militärischer Einrichtungen wurde von der österreichisch-ungarischen Zeit bis 1948 schrittweise errichtet. Mit dem Okkupationsfeldzug in Bosnien im Jahr 1878 hatte Österreich-Ungarn Bosnien und die Herzegowina besetzt. Der Baubeginn einer ersten, kleineren Kaserne war im Jahr 1886. Sie entstand auf dem Plateau des südlichen Teils der Mauern der mittelalterlichen Altstadt Vratniks, die zwischen 1729 und 1816 fertiggestellt wurde, und zeugt damit von der Kontinuität des Baus von Befestigungsanlagen in diesem strategischen Gebiet vom Mittelalter bis zur zweiten Hälfte des 20. Jahrhunderts. Historische Aufnahmen von 1907 zeigen eine Anlage mit Satteldach, aber ohne Türme. Warum man sich für die Beseitigung dieser ersten Kaserne entschied, ist nicht überliefert. Vermutlich waren nach der Bosnischen Annexionskrise die Voraussetzungen für eine große Kaserne günstiger, da Österreich-Ungarn das eroberte Gebiet nun fest eingliedern konnte.
Das wichtigste Gebäude innerhalb des heutigen Komplexes ist die Jajce-Kaserne selbst, deren Bau in seiner jetzigen Form im Jahr 1912 begann und 1914 abgeschlossen wurde. Der Name der Kaserne war zunächst Prinz Eugen, wurde aber in Jajce kasarna geändert, nachdem das österreichisch-ungarische Militärkrankenhaus 1915 aus der Stadt Jajce in die Kaserne verlegt worden war.
Nach dem Ersten Weltkrieg wurde sie zur Unterbringung der Armee des Königreichs der Serben, Kroaten und Slowenen – bzw. später für die des Königreichs Jugoslawien – verwendet. Es entstanden bereits 1920 ein Pferdestall- und ein Magazingebäude. Später befanden sich dort Garagen. Im Zweiten Weltkrieg wurde sie von den Besatzungskräften der Faschisten und dann von der jugoslawischen Volksarmee (JNA) genutzt. Im Jahr 1948 wurde ein Einwohnermeldeamt im Areal erbaut. 1969 erklärte man die Kaserne zum öffentlichen Eigentum.
Kurz vor Beginn des Bosnienkrieges im Frühjahr 1992 verließ die JNA die Kaserne. Alle beweglichen Sachen wurden mitgenommen und elektrische Anlagen und Teile anderer Anlagen wurden zerstört. Nachdem die Einrichtung von der Armee der Republik Bosnien und Herzegowina übernommen worden war, wurde sie beschossen und schwer beschädigt.
Von 1995 bis 2002 befanden sich Einheiten der FBiH-Armee und der Streitkräfte von Bosnien und Herzegowina in Teilen des Komplexes, und seit 2002 wurden die stark beschädigten Einrichtungen des Komplexes nicht mehr regelmäßig genutzt. Seit 2002 heißt der Komplex offiziell Kasarna Safet Hadžić. Dieser Politiker war in der Frühphase der Belagerung von Sarajevo im April 1992 umgekommen. Dennoch wird sie auch in offiziellen Dokumenten häufig nur Jajce kasarna genannt.
Das architektonische Ensemble der Jajce-Kaserne mit den dazugehörigen Einrichtungen steht seit Mai 2009 mit der Nr. 528 auf der Liste der Nationaldenkmäler von Bosnien und Herzegowina. Die Kaserne gilt als „komplexeste Militäranlage in Bosnien und Herzegowina aus der österreichisch-ungarischen Zeit“. Da es keinen aktiven Nutzer gibt, verfallen die von Kriegsschäden gezeichneten Anlagen zunehmend. Im Jahr 2019 wurde das Areal im Auftrag der Stadt Sarajevo von Bewuchs und Müll befreit. Die Schäden werden auf 80 bis 85 Prozent geschätzt, da Wände und Decken Wasserschäden erlitten und zum Teil Böden der Obergeschosse einstürzten. Trotzdem gilt die Kaserne weiterhin als Wahrzeichen und wird nachts angestrahlt. Konkrete Pläne zur Rekonstruktion und Nutzung der Anlage sind zwar nicht bekannt. Die Kommission zur Erhaltung der Nationaldenkmäler bekundete aber im Mai 2021 zumindest den Willen zur Revitalisierung der Kaserne, wobei die Sanierung, Restaurierung und Konservierung sowie die künftige Präsentation wissenschaftlichen und dokumentarischen Standards entsprechen soll. Zuvor hatte man auf Investoren gehofft, die die Anlage zu einem Hotel umbauen.

## Baubeschreibung
Die Gesamtfläche der Gebäude mit Außenanlagen und Nebengebäuden beträgt 8.812 Quadratmeter. Das Gebäude selbst misst 55,94 Meter mal 38,85 Meter. Auf dem Grundriss eines E, wohl in Anlehnung an den ersten Namensgeber, entstand eine dreigeschossige Flügelanlage, deren Südfassade symmetrisch gestaltet ist. An der Südwest- und Südwestecke befinden sich höhere Türme, mit Balkonen, zwischen ihnen und den Fassadentürmen sind je drei Fensterachsen angeordnet, wohingegen der zentrale Bereich aus sieben Fensterachsen besteht. Eine Freitreppe führt zum Eingang hinauf. Die Türme überblicken das Tal der Miljacka  nach Osten und Westen. Die Südostecke ist auch weiterhin stark von den Schäden durch den Artilleriebeschuss der 1990er Jahre geprägt. Große Teile der Dachlandschaft sind eingestürzt. Friese sorgen für horizontale Gliederung und sind teils, etwa an der West- und Ostseite, zweireihig gestaltet. Die Nordseite des Gebäudes, an der sich ebenfalls ein Eingang befindet, war jahrelang zugewachsen und ist nicht zugänglich.

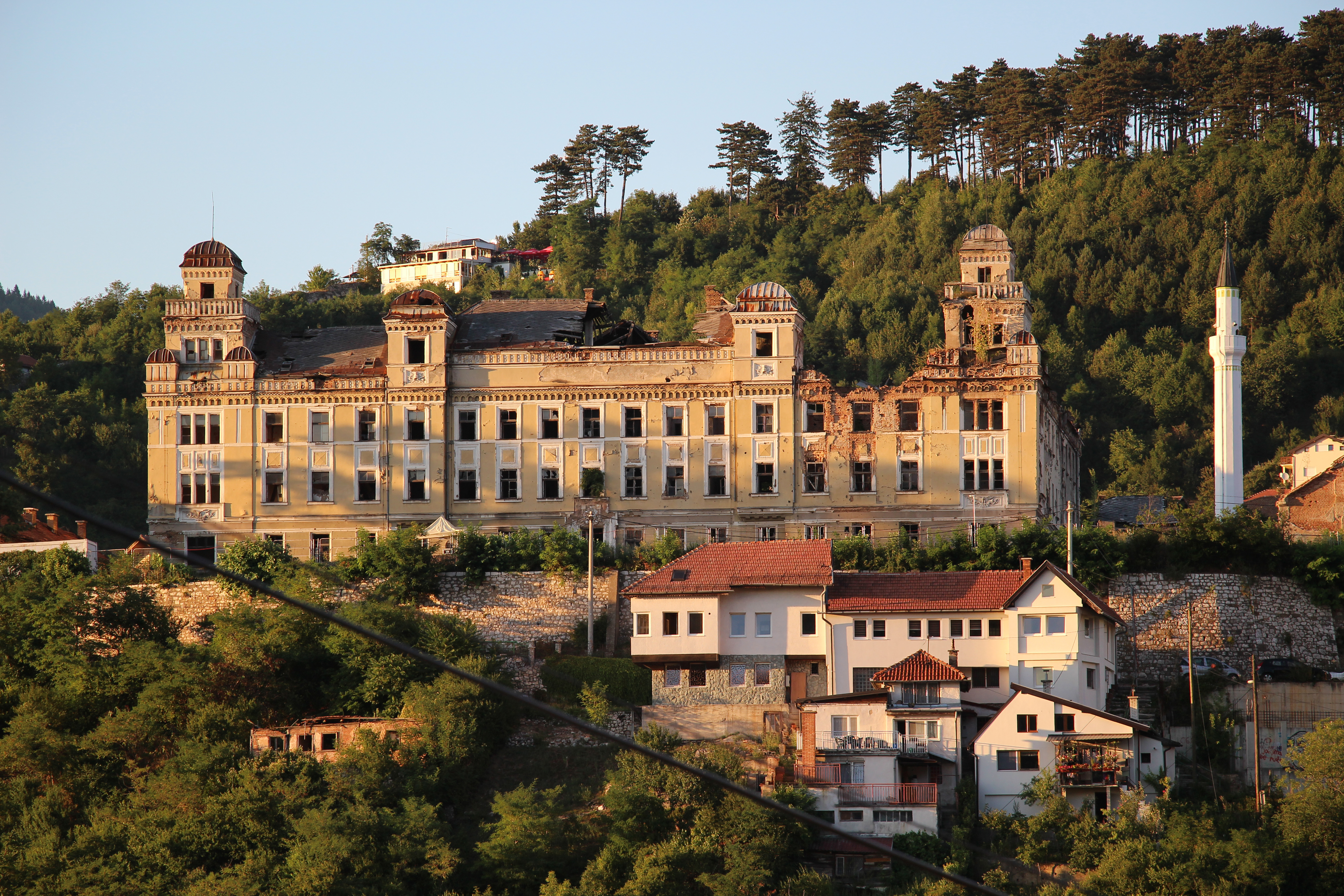
Südfassade (2019)
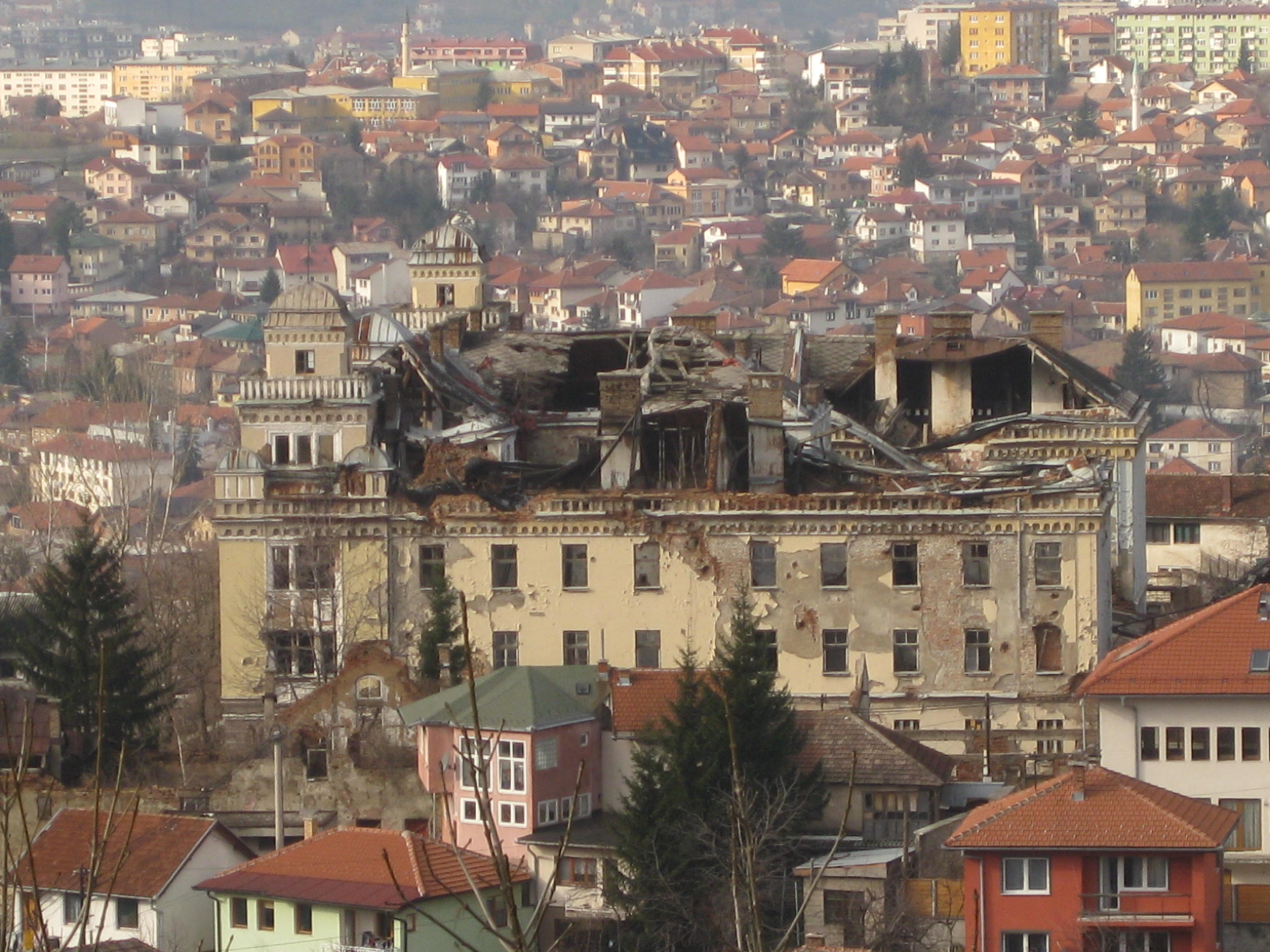
Beschädigte Dachlandschaft von Osten (2010)
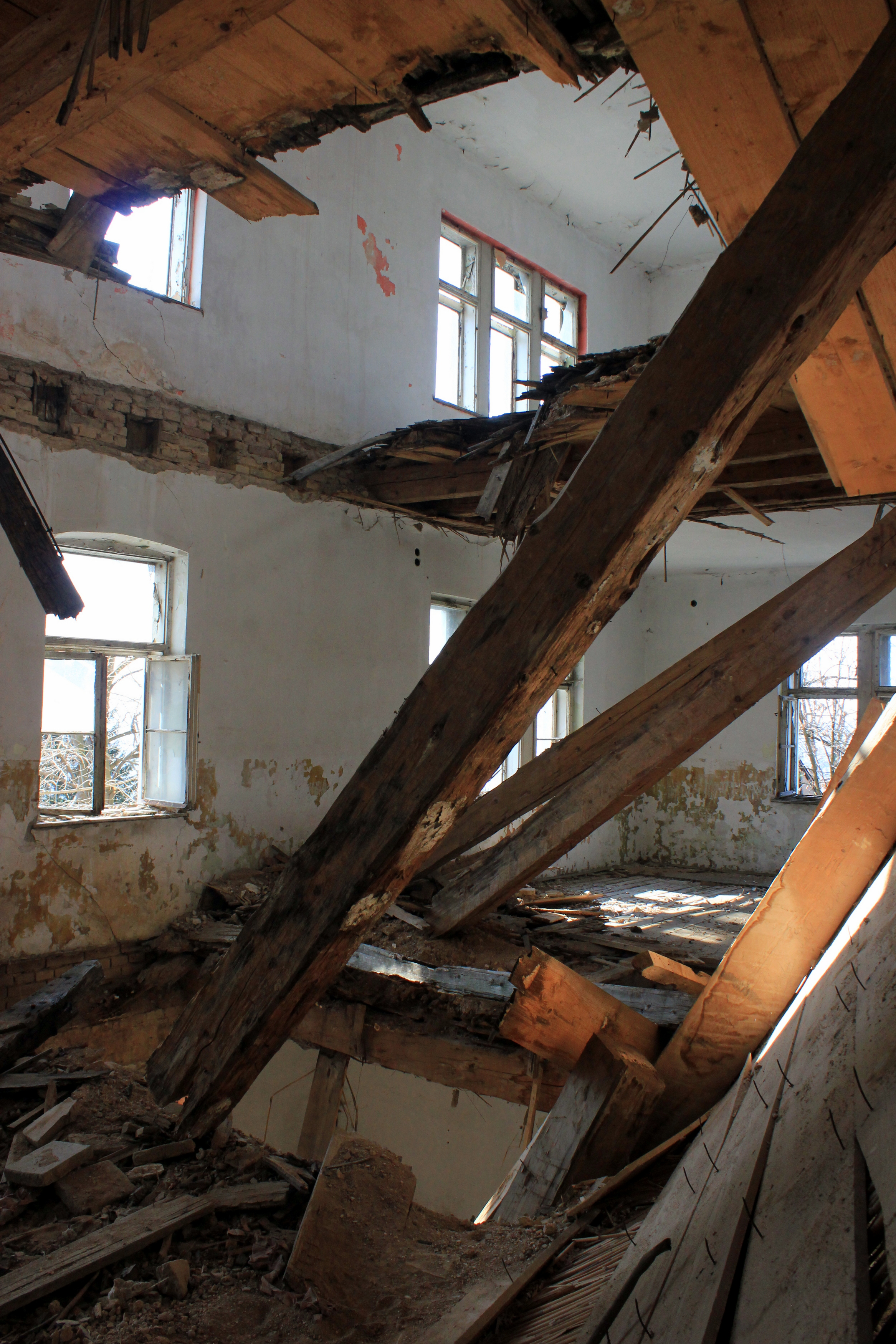
Eingestürzter Boden (2017)
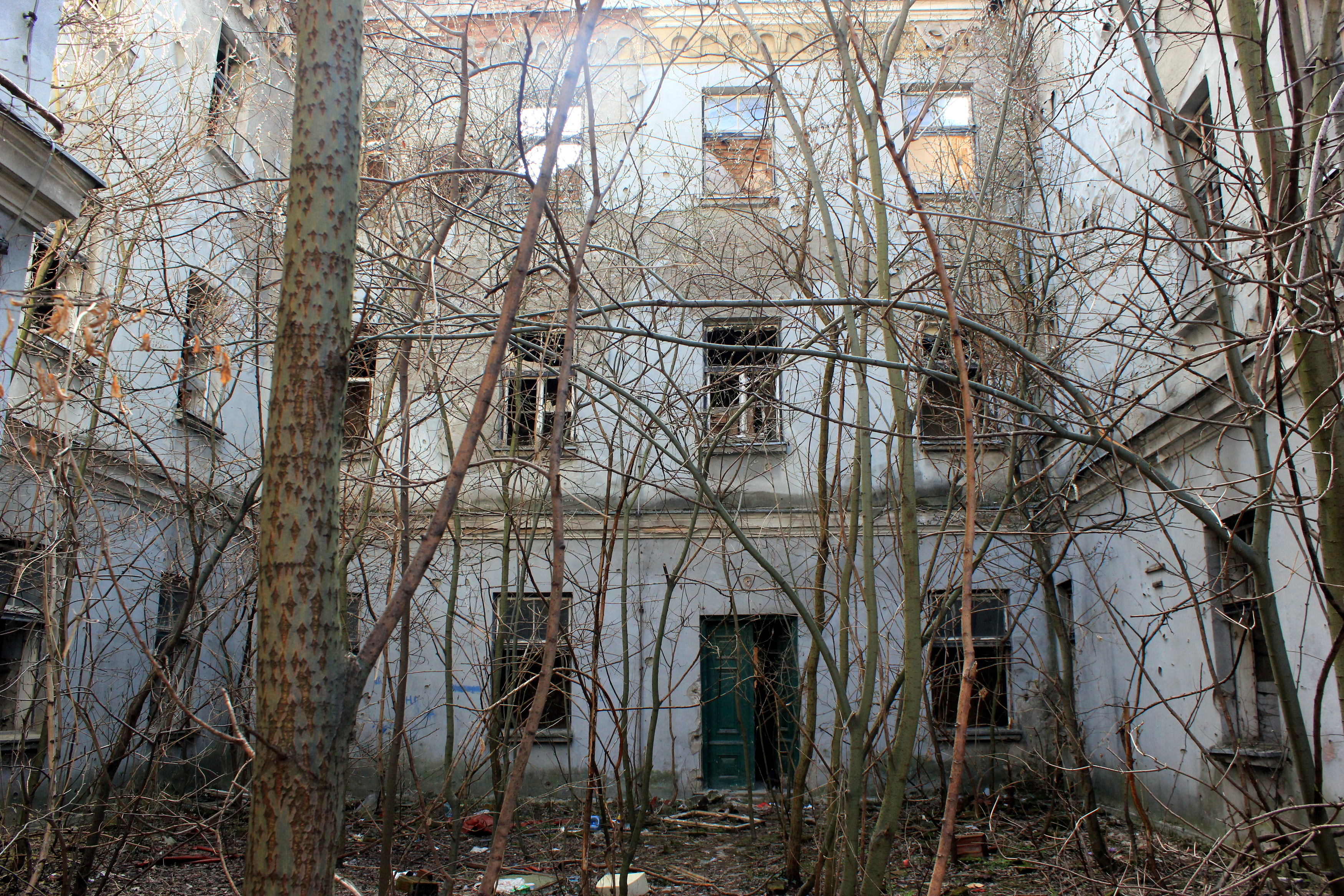
Nordseite (2017)
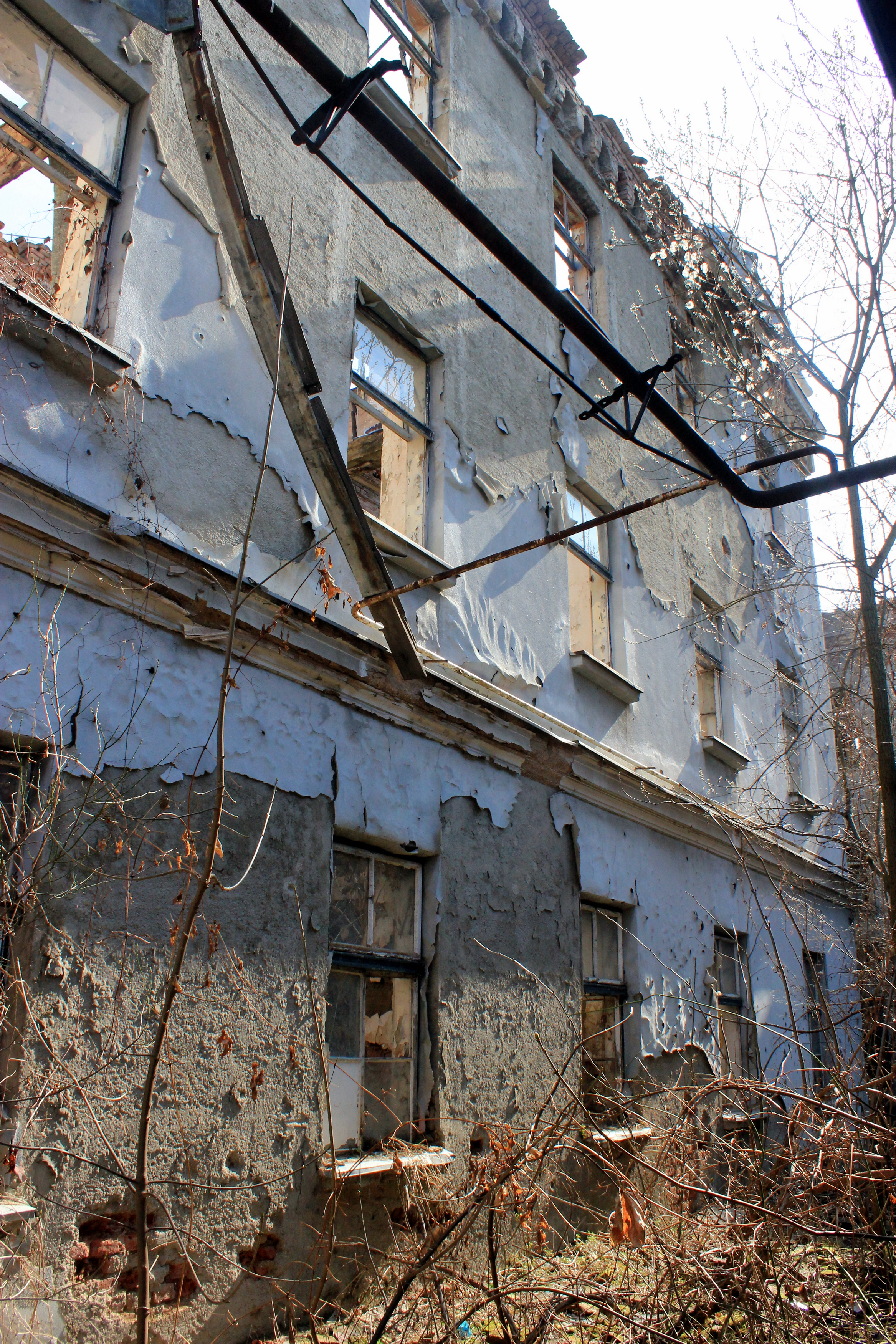
Fassadenschäden (2017)
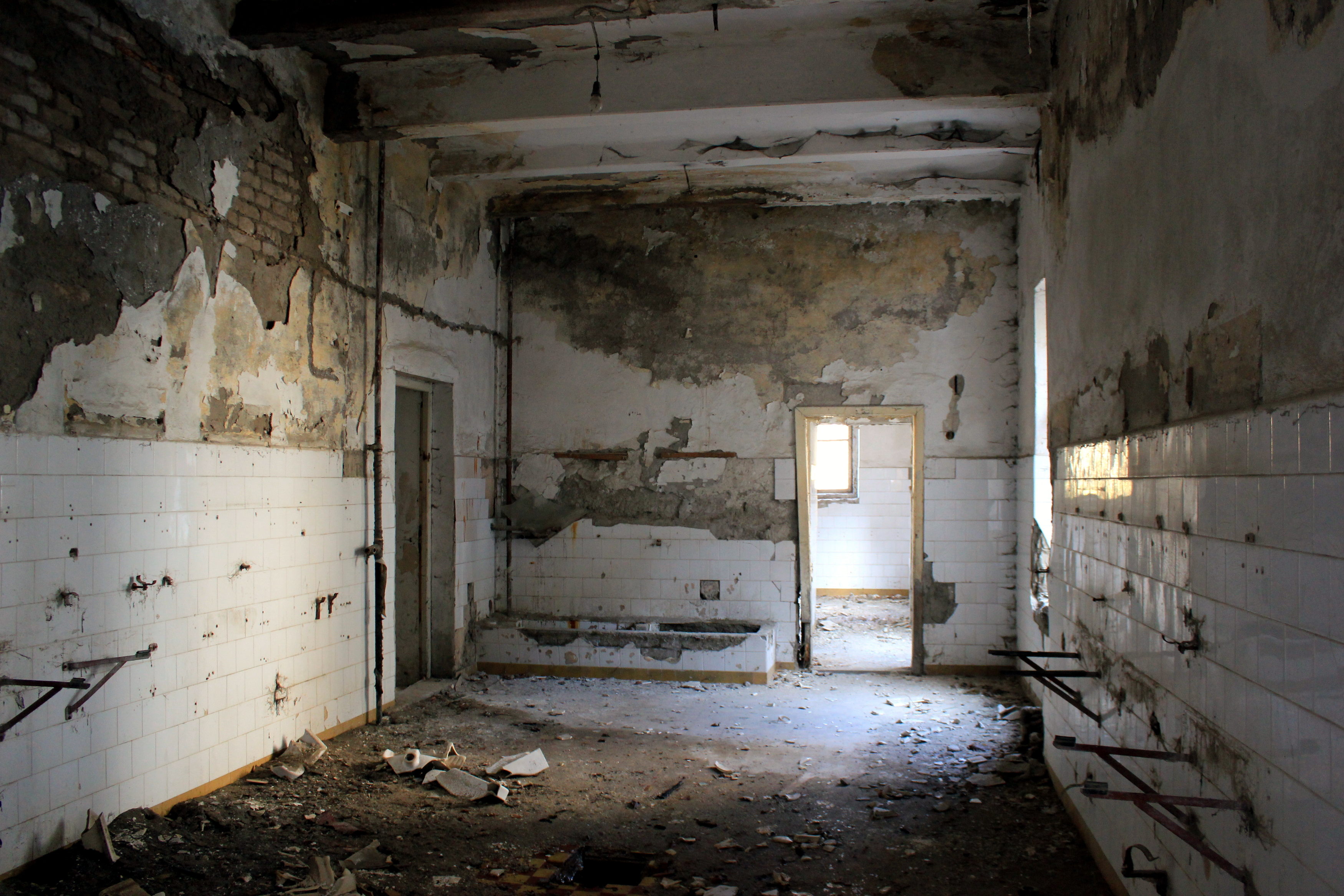
Leerstand (2017)
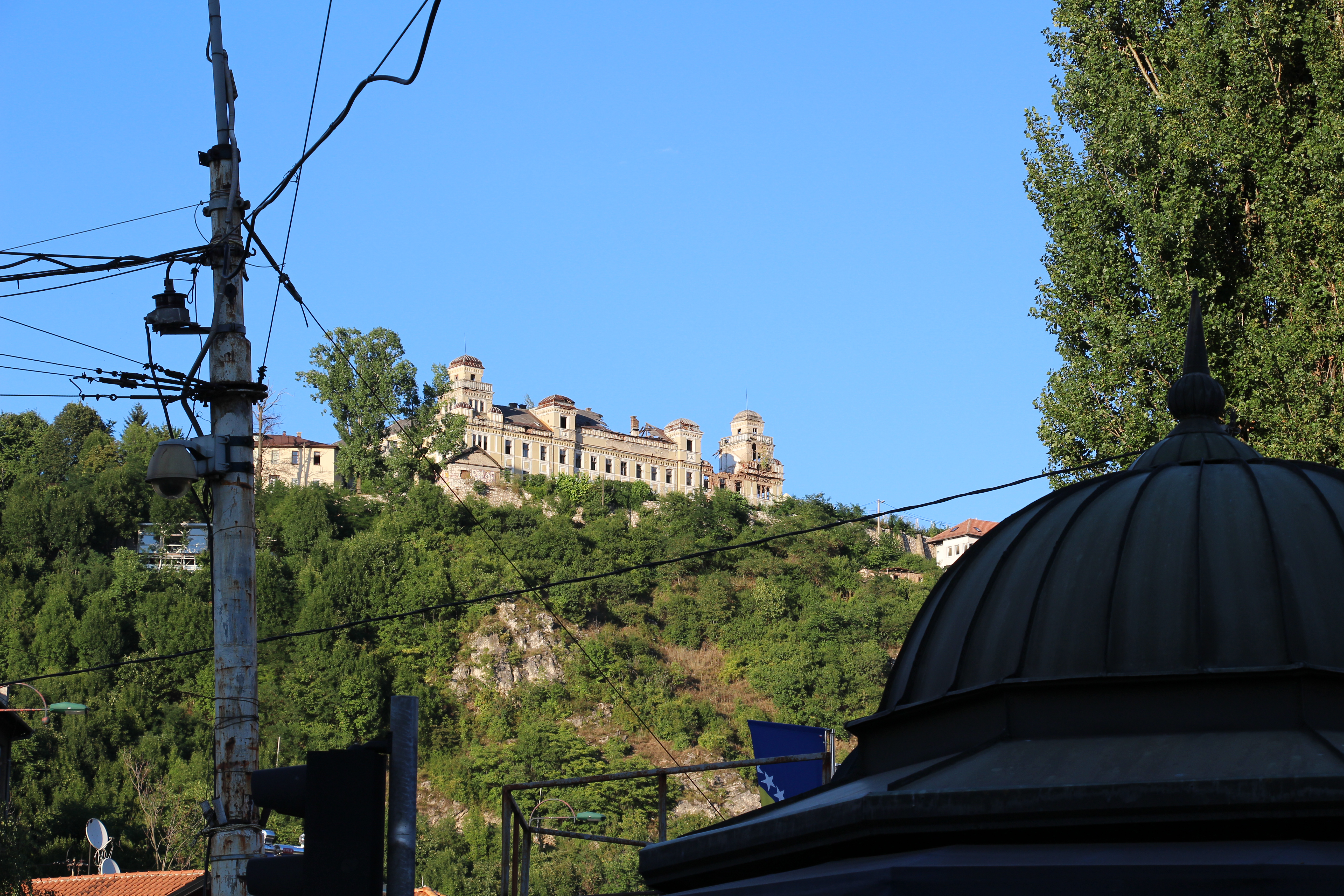
Blick von der Altstadt (2019)
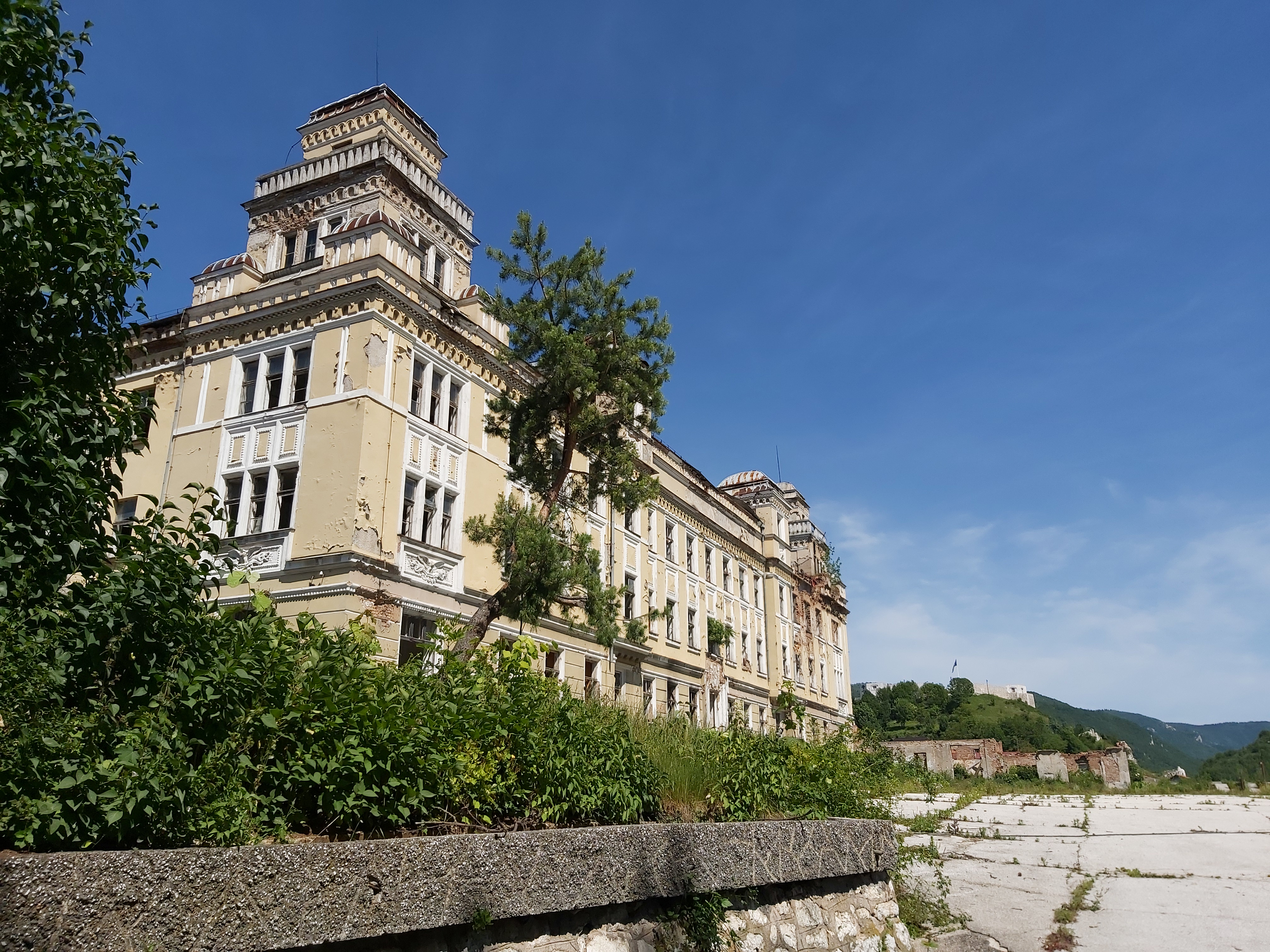
Südwestecke (2020)